# Faust für Faust
Faust für Faust ist das vierte Studioalbum der deutschen Pagan-Metal-Band Bergthron. Es erschien im Jahr 2004 über das deutsche Underground-Label Perverted Taste.

## Entstehung und Musikstil
Nach den drei vorangegangenen Alben Verborgen in den Tiefen der Wälder (1997),  Uralte Gedanken (1998) und Jagdheim (2001) setzte Faust für Faust die stilistische Entwicklung der Band fort. Der Anteil an klarem Gesang wurde erhöht, begleitet von atmosphärischen Akustikpassagen, weiblichen Gaststimmen und Keyboardflächen. Die Texte behandeln mystisch-heidnische und naturbezogene Themen.

## Veröffentlichung
Das Album wurde 2004 veröffentlicht. Neben der regulären CD-Version erschien eine limitierte Doppel-LP mit alternativer Gestaltung und einer erweiterten Version des Stücks „Tanz der Elemente“. Die LP war auf 500 Exemplare begrenzt.

## Titelliste
1. Faust für Faust – 16:18
2. Frostrunen – 10:22
3. Reigen der Waldjungfrauen – 14:16
4. Tanz der Elemente – 1:58

## Rezeption
Das Album erhielt gemischte bis positive Kritiken. Das deutsche Onlinemagazin Metal1.info lobte den Mut zur stilistischen Öffnung, besonders die klaren Gesangspassagen und die akustischen Elemente. Kritisch gesehen wurden der Kreischgesang und das Songwriting von „Frostrunen“. Insgesamt vergab das Magazin 7,5 von 10 Punkten.